# أذن الفأر الأوكراني
أذن الفأر الأوكراني (الاسم العلمي: Myosotis ucrainica) هو نوع من النباتات يتبع جنس أذن الفأر من الفصيلة الحمحمية.